# Григорьевский затвор
Григорьевский затвор — упразднённый монастырь в центре Ростова. Назван в честь Григория Богослова.

## История
Основан Константином Всеволодовичем в стенах ярославского Спасского монастыря как учебное заведение. Таким образом, Григорьевский затвор, возможно, является первым учебным заведением на Северо-Востоке Руси. Есть предположение, что Константин перевел духовное училище в Ростов в 1214. Предположительно, оно разместилось на территории нынешнего митрополичего сада в Ростовском кремле. В училище существовала библиотека, скрипторий, изучались греческий и латинский языки, велось летописание. Существуют догадки, что затвор выполнял функцию университета для Северо-Восточной Руси. По всей видимости, монастырь принадлежал ростовским архиепископам и для них он был домовым. К середине XVII века значение монастыря снизилось, и со временем он был упразднён.

## Выпускники духовного училища
- Епифаний Премудрый
- Стефан Пермский
- возможно, Сергий Радонежский

## Преподаватели духовного училища
Скорее всего одним из первых учителей был Даниил Заточник который служил ок. 1197 года Константину Всеволодовичу Мудрому. 
- возможно, Феофан Грек

## Интересные факты
- Иона Сысоевич построил на месте Григорьевского затвора церковь Григория Богослова.
- Андрей Титов называл Григорьевский затвор Духовной академией, хотя письменных оснований для этого нет.